# 布泰亞鄉 (雅西縣)
47°04′N 26°55′E / 47.067°N 26.917°E
布泰亞鄉（羅馬尼亞語：Comuna Butea, Iași），是羅馬尼亞的鄉份，位於該國東北部，由雅西縣負責管轄，面積37平方公里，海拔高度261米，2007年人口4,269，人口密度每平方公里114人。